# Mormoiron
Mormoiron è un comune francese di 1 932 abitanti situato nel dipartimento di Vaucluse, della regione della Provenza-Alpi-Costa Azzurra.

## Società

### Evoluzione demografica
Abitanti censiti